# Jim Marshall (amerikansk politiker)
James Creel "Jim" Marshall, född 31 mars 1948 i Ithaca, New York, är en amerikansk demokratisk politiker. Han var ledamot av USA:s representanthus 2003–2011.
Marshall tjänstgjorde i Vietnamkriget i USA:s armé. Han avlade 1972 kandidatexamen vid Princeton University och 1977 juristexamen vid Boston University. Han arbetade sedan som advokat och undervisade vid Mercer University i Macon, Georgia. Han var borgmästare i Macon 1995-1999.
Marshall utmanade sittande kongressledamoten Saxby Chambliss i kongressvalet 2000 men förlorade klart. Han blev två år senare invald i representanthuset och omvaldes tre gånger.
Marshall är abortmotståndare och motståndare till samkönat äktenskap. Han är mindre konservativ i miljöfrågor och i den ekonomiska politiken.